# Astharymos
 Astharymos fut roi de Tyr de 897 à 889 av J.C..
Astharymos, frère de  Methusastratos, vécut cinquante-huit ans et en régna neuf. Il est tué par son frère Phelles, qui s'empara du trône

## Sources
- Sabatino Moscati, Les Phéniciens, Arthème, Fayard, Paris, 1971.  (ISBN 2501003543)